# Eniwa AG

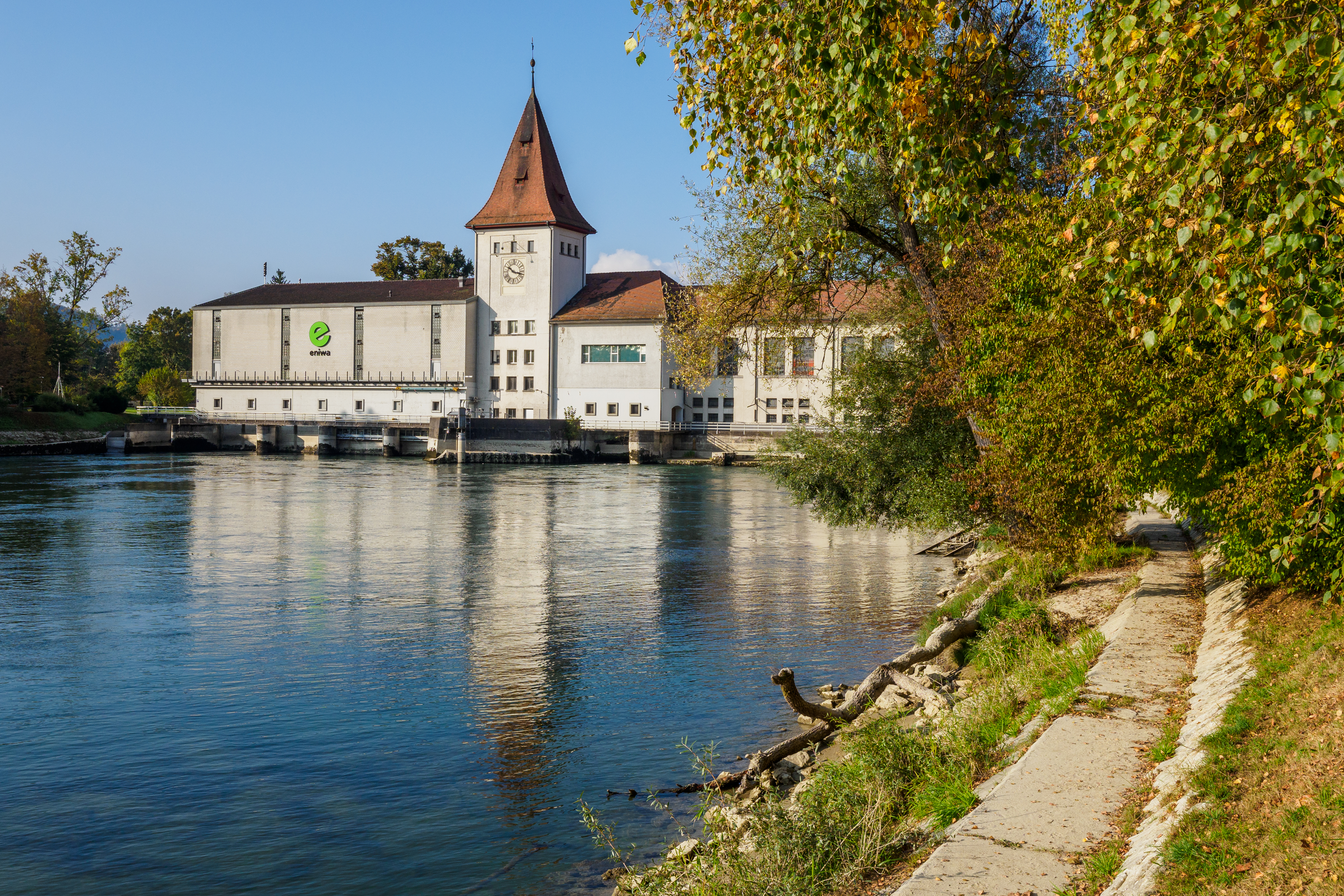
Eniwa Kraftwerk in Aarau

Die Eniwa AG, bis 2018 IBAarau AG (Industrielle Betriebe Aarau, kurz IBA) mit Sitz in Aarau, ist ein Schweizer Energieversorgungsunternehmen, das 33 Gemeinden im Raum Aarau mit Strom und Trinkwasser versorgt. Sie ist eine Aktiengesellschaft mit Holdingstruktur. Das Unternehmen beschäftigt 345 Mitarbeitende und 51 Lernende. Es verfügt über ein 1800 Kilometer langes Netz von Stromleitungen. Der benötigte Strom wird entweder von der Eniwa im Kraftwerk Aarau selbst produziert oder bei der Alpiq sowie weiteren etablierten Handelspartnern beschafft.
Eniwa ist dem Gasverbund Mittelland angeschlossen.
Der klassische Carsharing-Anbieter Swiss E-Car AG, ein Gemeinschaftsunternehmen der Eniwa und des Aargauer Stromkonzerns AEW Energie, will sich ab 2024 auf nationaler Ebene ausbreiten.

## Stromkennzeichnung
Der Liefermix der Eniwa bestand im Jahr 2021 aus 2 % Kernenergie, 86,3 % Wasserkraft, 4,3 % Windenergie, 0,7 % Sonnenenergie und 6,7 % gefördertem Strom.